# نشرة الأكاديمية الملكية للتاريخ
نشرة الأكاديمية الملكية للتاريخ (بالإسبانية: Boletín de la Real Academia de la Historia) هي مجلة أكاديمية إسبانية تُنشر من قبل الأكاديمية الملكية للتاريخ. تغطي المجلة دراسات وتقارير عن الوثائق التاريخية. أسست المجلة في عام 1871. بين عامي 1883 و1918، كان فيديل فيتا هو رئيس التحرير.